# Митология (книга)
Митология: безсмъртни предания за богове и герои (на английски: Mythology: Timeless Tales of Gods and Heroes) е книга, написана от Едит Хамилтън и публикувана през 1942 г. от английското издателство Литъл, Браун енд Къмпани. Оттогава е преиздавана от няколко издателства, включително илюстрованото издание по случай 75-годишнината на книгата. Хамилтън преразказва истории за гръцката, римската и скандинавската митология, извлечени от различни източници. Въведението включва коментар за основните класически поети, използвани като източници, и за това как променящите се култури са довели до променящи се характеристики на божествата и техните митове. Книгата често се използва в гимназиите и колежите като уводен текст към древната митология и вярвания.
В България книгата е издадена през 2020 г. от издателство Изток-Запад в превод на Мария Кондакова.